# Кривозер'євське сільське поселення
Кривозе́р'євське сільське поселення (рос. Кривозерьевское сельское поселение) — муніципальне утворення у складі Лямбірського району Мордовії, Росія. Адміністративний центр — село Кривозер'є.

## Населення
Населення — 1652 особи (2019, 1708 у 2010, 1566 у 2002).

## Склад
До складу поселення входять такі населені пункти:
| Населений пункт    | Населення, осіб (2002) | Населення, осіб (2010) |
| ------------------ | ---------------------- | ---------------------- |
| Кривозер'є, село   | 863                    | 955                    |
| Суркино, присілок  | 388                    | 406                    |
| Хаджі, присілок    | 144                    | 161                    |
| Шувалово, присілок | 171                    | 186                    |